# Pontocyprididae
Pontocyprididae is een familie van kreeftachtigen uit de klasse van de Ostracoda (mosselkreeftjes).

## Geslachten
- Abyssocypris Bold, 1974
- Aratrocypris Whatley, Ayress, Downing, Harlow & Kesler, 1985 †
- Argilloecia Sars, 1866
- Australoecia McKenzie, 1967
- Comontocypris Wouters, 1987
- Ekpontocypris Maddocks, 1969
- Iliffeoecia Maddocks, 1991
- Kareloecia Maddocks, 1991
- Liasina Gramann, 1963 †
- Maddocksella Mckenzie, 1982 †
- Peripontocypris Wouters, 1997
- Pontocyprella Mandelstam, 1955 †
- Pontocypria Mueller, 1894
- Pontocypris Sars, 1866
- Pontoleberis Huang, 1975 †
- Propontocypris Sylvester-Bradley, 1947
- Propontoleberis Huang, 1983 †
- Schedopontocypris Maddocks, 1969
- Thomontocypris Maddocks, 1991